# Felix Salten
Felix Salten (Peste, 6 de setembro de 1869 – Zurique, 8 de outubro de 1945) era um escritor e crítico austríaco. 
Sua obra mais famosa é Bambi publicado em 1923, e adaptado várias vezes para teatro e cinema, tendo se tornado famoso após o desenho animado da Disney.

## Biografia
Salten nasceu Siegmund Salzmann em Peste, na Áustria-Hungria. Quando tinha quatro semanas de idade, sua família mudou-se para Viena. Muitos judeus imigraram para a cidade durante o final do século XIX por Viena ter concedido plena cidadania aos judeus em 1867. Quando tiha 16 anos, seu pai faliu e Salten abandonou a escola para trabalhar para uma agência de seguros.

## Carreira
Por volta dessa época, ele também começou a enviar poemas e resenhas de sua autoria para jornais locais. Tornou-se parte do "Movimento Jovem de Viena" (Jung Wien) e logo recebeu o trabalho em arte em tempo integral e como crítico de teatro para a imprensa de Viena (Wiener Allgemeine Zeitung, Zeit). Em 1900, publicou sua primeira coleção de histórias curtas. Em 1901 ele começou um cabaré literário pioneiro de curta duração em Viena (Wiener Jung-Teatro Zum Lieben Augustin).
Ele logo começou a publicar, em média, um livro por ano, além de peças de teatro, contos, romances, livros de viagens e coleções de ensaios. Também escreveu para quase todos os grandes jornais de Viena. Em 1906 foi para Salten Ullstein como editor-chefe do BZ am Mittag e o Berliner Morgenpost, mas mudou-se para Viena, alguns meses mais tarde. Ele também escreveu roteiros de filmes e livretos para operetas. Em 1927, ele tornou-se presidente do austríaco PEN clube como o sucessor de Arthur Schnitzler.
Sua obra mais famosa é Bambi (1923). Foi traduzido para o inglês em 1928 e se tornou um sucesso Book-of-the-Month Club. Em 1933, ele vendeu os direitos do filme para o diretor Sidney Franklin por apenas $ 1 000, e Franklin depois transferiu os direitos para a Walt Disney Studios, que formaram a base do clássico de 1942 de animação, "Bambi".
A vida na Áustria tornou-se perigosa para um judeu de destaque na década de 1930. Adolf Hitler tinha livros de Salten banidos em 1936. Dois anos mais tarde, depois da Anexação da Áustria pela Alemanha, Salten mudou-se para Zurique, onde viveu até sua morte (enterrado no Israelitischer Friedhof Unterer Friesenberg). A convite do Instituto Carnegie, durante a década de 1930, Salten e um grupo de colegas viajou aos Estados Unidos. Suas impressões sobre o país e sobre a Califórnia foram registrados no livro Fünf Minuten Amerika (Five Minutes America) publicado em 1931.
Ele era casado com a atriz Ottilie Metzl (casamento em 1902), e teve dois filhos: Paul (n. 1903) e Anna-Katharina (n. 1904). Ela faleceu em 1942. Ele compôs mais um livro baseado no personagem Bambi, intitulado Filhotes de Bambi: A história de uma família Floresta (1939). Suas histórias Perri e The Hound of Florence inspirou os filmes da Disney Perri (1957) e The Shaggy Dog (1959).
Salten é agora considerado o autor anônimo do romance erótico Josephine Mutzenbacher (1906), a autobiografia ficcional de uma prostituta Viena, repleta de crítica social.

## Morte
Salten morreu em 8 de outubro de 1945, em Zurique, aos 76 anos. Ele foi sepultado no Cemitério Israelita de Zurique.

## Obras
- Der Gemeine (1899)
- Josephine Mutzenbacher (1906) – em alemão: Josefine Mutzenbacher oder die Geschichte einer Wienerischen Dirne von ihr selbst erzählt
- Herr Wenzel auf Rehberg und sein Knecht Kaspar Dinckel (1907)
- Olga Frohgemuth (1910)
- Der Wurstelprater (1911)
- Das Burgtheater (1922)
- Der Hund von Florenz (1923)
- Bambi
- Neue Menschen auf alter Erde: Eine Palästinafahrt (1925)
- Martin Overbeck: Der Roman eines reichen jungen Mannes (1927)
- As quinze lebres (1929)
- Fünf Minuten Amerika (1931)
- Florian, o cavalo do imperador (1933)
- Perri, o jovem esquilo (1938)
- Os filhos de Bambi (1939)
- Renni, história de um cão de guerra (1940)
- A Mundial da Floresta (1942)
- Djibi a gatinha (1945)